# Ceriana japonica
Ceriana japonica är en tvåvingeart som först beskrevs av Tokuichi Shiraki 1968.  Ceriana japonica ingår i släktet griffelblomflugor, och familjen blomflugor. Inga underarter finns listade i Catalogue of Life.